# 爱德华·特里维廉
爱德华·特里维廉（英語：Edward Trevelyan，1955年8月14日—），美国男子帆船运动员。他曾代表美国参加1984年夏季奥林匹克运动会帆船比赛，联同罗比·海恩斯和罗德·戴维斯获得一枚金牌。